# Ruben I da Armênia
Ruben I da Armênia(PB) ou Arménia,(PE) Ռուբեն Ա em armênio, Rupen ou Roupen por transliteração (1025-1095) foi o fundador da dinastia dos rubênidas, que fundou o Reino Armênio da Cilícia.
Nascido na Armênia, Ruben teria provavelmente sido um descendente da dinastia dos Bagrátidas que governou na Cilícia após a queda da cidade de Ani em 1045, e parente, provavelmente filho, de Cacício II da Arménia, o último rei desta cidade.
Ruben abandonou a Armênia quando os turcos seljúcidas conquistaram essa nação e dirigiu-se para a Cilícia acompanhado de um contingente armênio. Em 1080, após o massacre de vários príncipes armênios pelos bizantinos, o inicialmente senhor de Gobidar e Goromosol declarou independência ao rebelar-se contra o Império Bizantino em 1080. Tomou a fortaleza de Bartzeberd, um dos pontos mais inacessíveis nas montanhas da Cilícia. Simultaneamento, Hetum, um seu compatriota, instalou-se em Lampron, originando a dinastia dos Hetúmidas. Estas duas famílias permaneceriam rivais até 1226, quando se reuniram no matrimónio da rubênida Isabel da Arménia com o hetúmida Hetum I da Arménia, monarcas do Reino Armênio da Cilícia.
Ruben morreu em 1095 e foi sepultado no mosteiro de Castalon, tendo sido sucedido pelo seu filho Constantino.

## Casamentos e descendência
Desconhece-se o nome da esposa de Ruben I, mas deste casamento nasceram:
- Constantino I, seu sucessor como senhor de Bartzeberd e de Vahka
- Provavelmente Teodoro, pai de Arda da Arménia,[3] esposa do rei cruzado Balduíno I de Jerusalém, mas as informações sobre esta descendência parecem basear-se em confusões entre vários nobres armênios